# Ким Мён Хёк
Ким Мён Хёк (кор. 김명혁; род. 3 декабря 1990, Пхёнан-Пукто, КНДР) — северокорейский тяжелоатлет, участник Олимпийских игр 2012 года в категории до 69 кг, бронзовый призёр чемпионата мира 2014 года.

## Карьера
В 2011 году выступал на чемпионате мира, где занял 23-е место. На Олимпийских играх 2012 года смог подняться на 4-ю строчку в итоговой таблице.